# 飯山トンネル

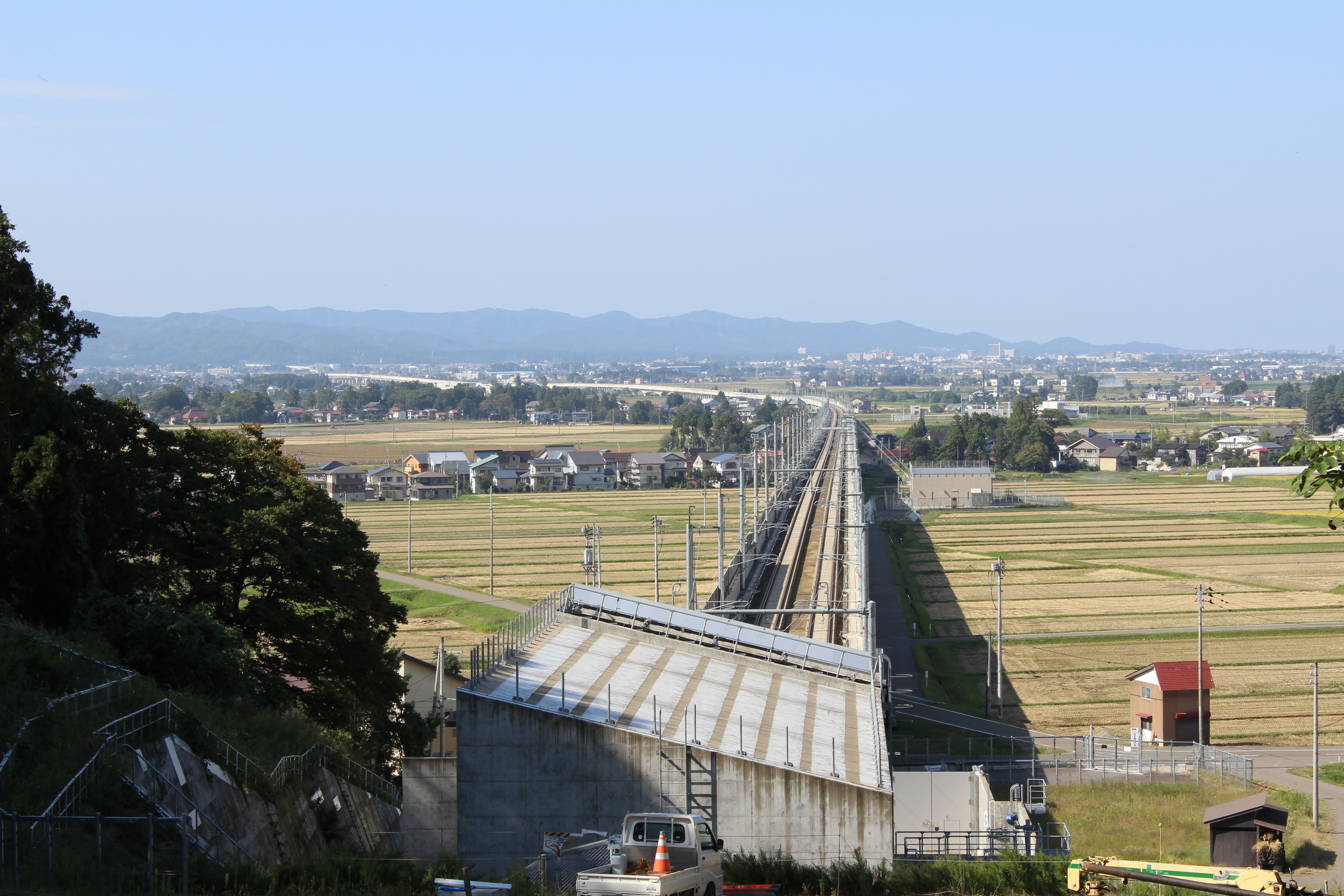
上越側出口より高田平野を望む

飯山トンネル（いいやまトンネル）は、北陸新幹線の飯山駅 - 上越妙高駅間にある、全長22.251 kmの鉄道トンネルである。北陸新幹線の既開業区間では最長のトンネルであり、日本の鉄道山岳トンネルとしては東北新幹線の八甲田トンネル、岩手一戸トンネルに次いで3番目に長い。

## 概要
長野県 - 新潟県境は、幾重にも重なる褶曲構造、膨張性の泥岩など複雑な地質構造、地質条件を持つため着工前より難工事が想定された。工事を進めていく中で、想定は現実的なものとなり、地山の膨張、メタンガスの発生が見られた。前者については変位量を見込んで支保工を二重にするなど特殊な工法が採用されたほか、後者についてはガス抜き用のボーリングの施工、送風量の増加などの対策が講じられた。新潟県内でかつて掘削された鍋立山トンネルにおける土木技術的経験が生かされたと言える。なお、一部工区では向斜構造（凹型の褶曲構造）を掘り抜く際には、原油がにじみ出すなど新潟県の地質らしい現象も見られた。大成建設は、本トンネルの施工において「超膨張性と高圧帯水層を有する特殊地山に適したトンネル施工技術の確立」により2008年の土木学会技術賞Iグループを受賞している。

### 工区
工事は6工区に分割して施工された。各工区には各1箇所の斜坑が設けられた。
- 上倉工区（3,820 m→3,066 m） - 鉄建建設・りんかい日産建設・守谷商会・長野建設JV
  - 上倉斜路
- 富倉工区（3,800 m→4,554 m）- 熊谷組・日本国土開発・大本組JV
  - 富倉斜路(760m)
- 新井工区(3,345 m) - ハザマ・鴻池組・加賀田組・丸山工務所JV
  - 新井斜路
- 東菅沼工区(3,800 m) - 西松建設・東亜建設工業・植木組・中元組JV
  - 東菅斜路
- 木成工区(3,800 m) - 大成建設・錢高組・第一建設工業・松本土建JV
  - 木成斜路
- 板倉工区(3,660 m) - 大林組・大豊建設・松村組・田中産業JV
  - 板倉斜路

### 崩落事故
2003年9月11日、上倉工区で大規模な崩落が発生、坑内に土砂が流入し、直上の地表面が陥没した。最初に崩落があったのは3時5分で、その後、22時までに合計4回の崩落が発生した。崩落箇所は、起点側坑口から3,067 mの地点の切羽天端で、流入土砂により重機などが約500 m押し流された。地表部は直径190 m、深さ30 m、容積30,000 m3に渡って陥没した。

## 歴史
- 1998年
  - 3月28日 - 長野市 - 上越市間で北陸新幹線延伸部の起工式。飯山トンネルの測量、設計に着手。
  - 8月5日 - 飯山トンネル工事安全祈願祭を開催
- 1999年
  - 6月28日 - 上倉工区安全祈願祭
  - 7月26日 - 富倉工区斜路の掘削完了、本坑の掘削を開始
- 2000年 - 6工区のうち最初の工区に工事着手
- 2003年9月11日 - 掘削中のトンネルが落盤、上部の森林が陥没する事故が発生[5]。重軽傷者3名。
- 2007年
  - 9月26日 - 上倉工区・富倉工区貫通式を開催
  - 12月3日 - 全区間貫通。
- 2008年2月6日 - トンネル貫通式
- 2015年
  - 3月14日 - 供用開始
  - 11月3日 - トンネル内の消火器保管箱の扉が外れ通過した列車に接触、点検のため上下線に約10分の遅れが生じた[6]。